# Luís Müller
Luís Müller (ur. 14 lutego 1961) – brazylijski piłkarz występujący na pozycji pomocnika.

## Kariera klubowa
Od 1978 do 1993 roku występował w klubach São Paulo, Torino FC i Gamba Osaka.